# The Beatles at the Hollywood Bowl
Vous lisez un « article de qualité » labellisé en 2012.
Albums de The Beatles
Rock 'n' Roll Music
(1976) Love Songs
(1977)
Albums live des Beatles
Live! at the Star-Club in Hamburg, Germany; 1962
(1977) Live at the BBC
(1994)
The Beatles at the Hollywood Bowl est le premier album live officiel des Beatles, publié le 4 mai 1977 aux États-Unis, et deux jours plus tard au Royaume-Uni. Paru sept ans après la séparation du groupe, il a été enregistré au Hollywood Bowl lors des tournées américaines de 1964 et de 1965 des Fab Four dans l'optique d'un disque pour le marché américain. Les bandes, saturées par les hurlements du public, ont dans un premier temps été délaissées pour leur piètre qualité. Le 23 novembre 1964, Capitol publiera donc à la place l'album documentaire The Beatles' Story.
En 1977, Capitol Records demande au producteur George Martin de nettoyer les pistes pour produire un disque de bonne qualité. Le résultat est publié dans le monde entier, et si les anciens membres du groupe, non sollicités, se montrent déçus par le disque, il se classe néanmoins en tête des hit-parades britanniques et connaît le succès. Il sera réédité dans une édition bon marché en 1984.
Malgré une qualité altérée par les cris du public, le disque est considéré comme un précieux témoignage des prestations des Beatles en concert, aucun album en public n'ayant été publié par le groupe durant son existence. Il ne sera publié officiellement sur CD, sous le titre The Beatles: Live at the Hollywood Bowl, que le 9 septembre 2016 pour accompagner la sortie du film documentaire The Beatles: Eight Days a Week.

## Historique

### Enregistrement

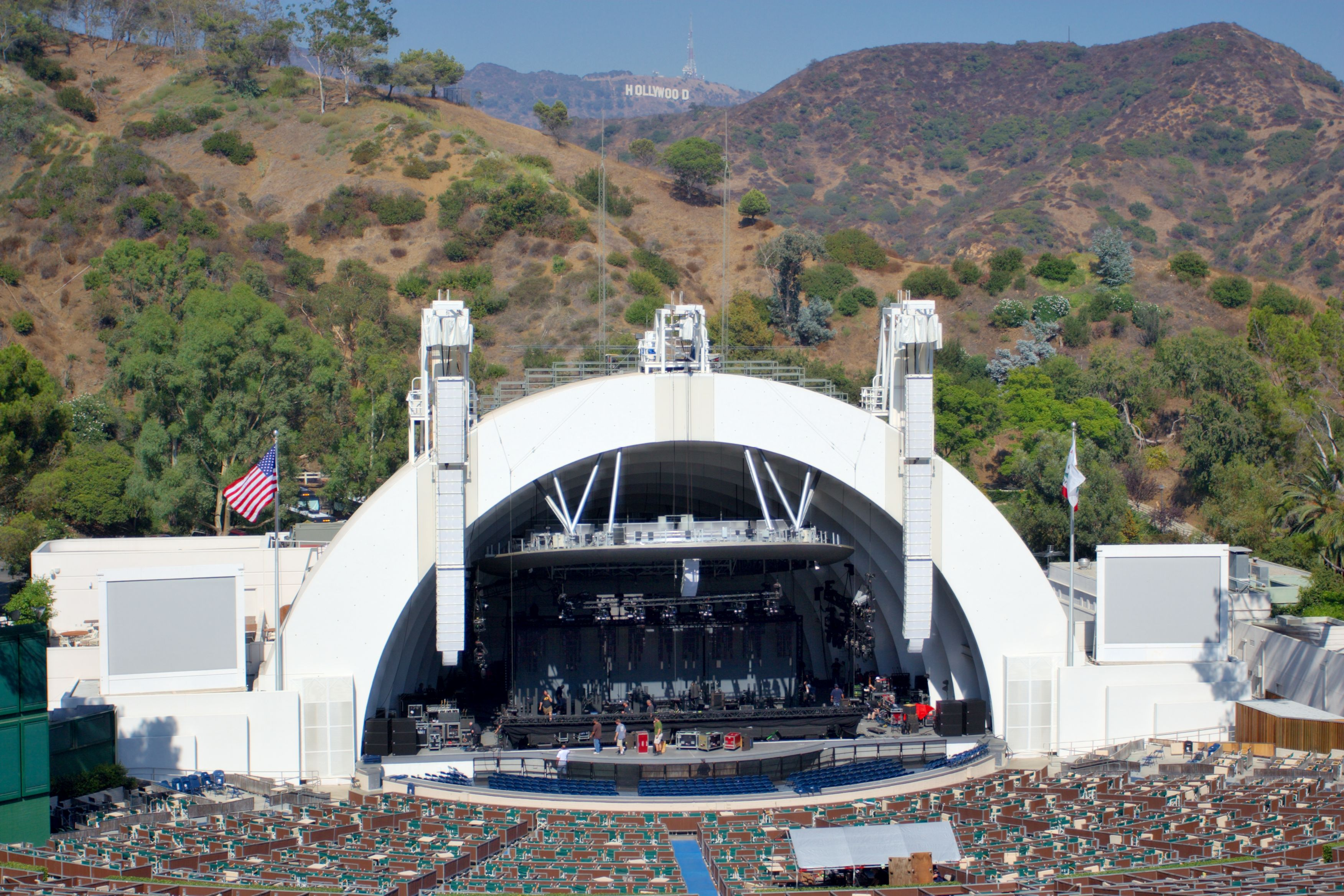
Trois concerts des Beatles ont été enregistrés au Hollywood Bowl ; un en 1964 et deux en 1965.

La perspective d'enregistrer et de publier un concert des Beatles est apparue très tôt : dès la fin 1962, George Martin a un temps envisagé d'enregistrer le premier album du groupe lors d'une de leurs récurrentes visites au Cavern Club de Liverpool. L'idée est cependant rapidement abandonnée au profit d'une longue journée aux studios EMI, le 11 février 1963, qui donne lieu à l'album Please Please Me. L'année suivante, un véritable album live à destination du public américain est envisagé, les dirigeants d'EMI considérant que le public britannique ne serait pas intéressé par des chansons qu'il a déjà achetées. Martin pense d'abord enregistrer le concert du Carnegie Hall à New York, le 12 février 1964, mais l'absence d'autorisation syndicale l'en empêche. Six mois plus tard, le 23 août, les autorisations sont obtenues pour enregistrer un premier concert au Hollywood Bowl de Los Angeles. Voyle Gilmore (en), producteur de Frank Sinatra et du Kingston Trio, est le producteur attitré par Capitol.

« J'ai pensé que nous devrions enregistrer le concert du Hollywood Bowl, et j'ai demandé à Capitol de nous prêter ses ingénieurs du son. Nous avons utilisé un magnétophone trois-pistes avec des bandes d'un demi-pouce, mais la séparation n'était pas très bonne. Les voix étaient au centre, avec un mélange de batterie, de basse et de guitares sur des pistes latérales séparées, mais le tout était saturé par une énorme masse de cris provenant du public. C'était comme si nous avions attaché un micro à la queue d'un Boeing 747. Ce n'était qu'un hurlement continu et il était très difficile de réaliser un enregistrement correct. »

— George Martin
La piètre qualité des bandes déçoit Capitol ainsi que les Beatles, qui refusent que l'enregistrement soit publié. Un extrait de 48 secondes de la chanson Twist and Shout est tout de même inclus dans le disque documentaire américain The Beatles' Story publié la même année.
L'expérience est retentée l'année suivante au même endroit, lors des deux concerts qu'y donne le groupe au cours de sa tournée de 1965. Une première tentative a lieu le 29 août, mais un dysfonctionnement du micro de Paul McCartney rend les quatre premières chansons inutilisables,. Le concert du soir suivant est donc également enregistré. Malgré cela, la qualité ne se prête pas à la publication, et ces nouvelles bandes sont à leur tour remisées. En 1967, on récupère un extrait du son de la foule pour compléter le lien entre la chanson Sgt. Pepper's Lonely Hearts Club Band et With a Little Help from My Friends qui ouvrent l'album bien connu.
En 1971, la tâche revient à Phil Spector de tenter de produire un album à partir de ces bandes mais, encore une fois, le projet échoue.

### Les concerts
| Les Righteous Brothers puis Jackie DeShannon chauffent la scène. Finalement à 21h30, le 23 août 1964, devant une foule de 18 700 personnes, sous un tonnerre d'applaudissement et de cris, le groupe entre en scène et joue ces douze chansons : 1. Twist and Shout ‡ 2. You Can't Do That 3. All My Loving 4. She Loves You 5. Things We Said Today 6. Roll Over Beethoven 7. Can't Buy Me Love ‡ 8. If I Fell* 9. I Want to Hold Your Hand 10. Boys 11. A Hard Day's Night ‡ 12. Long Tall Sally | L'année suivante, les 29 et 30 août, cette fois devant 18 000 fans, ils partagent la scène avec le King Curtis Band, Sounds Incorporated (en) and the Discotheque Dancers, Brenda Holloway (en) et Cannibal & The Headhunters (en). Les Beatles interprètent ces morceaux : 1. Twist And Shout (Version écourtée) 2. She's a Woman 3. I Feel Fine* 4. Dizzy Miss Lizzy 5. Ticket to Ride 6. Everybody's Trying to Be My Baby 7. Can't Buy Me Love 8. Baby's in Black 9. I Wanna Be Your Man* 10. A Hard Day's Night 11. Help! 12. I'm Down* |

Les chansons marquées d'un astérisque ne seront pas retenues lors de la publication des deux versions du disque live et celles suivies du symbole ‡, la version d'une chanson jouée lors des deux tournées mais qui ne sera pas placée sur ces albums.

### Restauration des bandes
En 1977, les Beatles sont séparés depuis sept ans et seul McCartney est sous contrat avec Capitol. La maison de disques, qui possède encore les bandes, décide de les exploiter et demande donc à George Martin et à l'ingénieur du son Geoff Emerick de les retravailler pour améliorer la qualité du son.

« Bhaskar Menon (en), le président de Capitol Records, est un vieil ami. Il m'a parlé de ces bandes et m'a demandé si je voulais les écouter car Capitol envisageait de publier un album. Ma réaction sur le vif a été de penser que, pour autant que je m'en souvienne, le son était pourri. Je lui ai donc dit : « Je ne pense pas que tu en tireras quoi que ce soit. » Il y avait eu un grand nombre d'enregistrements pirates des concerts des Beatles […], mais quand j'ai écouté les bandes du Hollywood Bowl, j'ai été épaté par la vitalité du chant des Beatles. J'ai donc dit à Bhaskar que je verrais si je pouvais élever ces bandes au niveau des enregistrements actuels. »

— George Martin
Le travail est réalisé le 18 janvier aux studios AIR de Londres.

« J'ai fait appel à l'expérience technique de Geoff Emerick et nous avons transféré les trois pistes sur du 24 pistes. Les deux enregistrements combinés contenaient 22 chansons que nous avons réduites à treize. Certaines ont dû être écartées car la musique était couverte par les cris. »

— George Martin

### Parution et réception

Live! at the Star-Club in Hamburg, Germany; 1962 est l'autre album live publié sans le consentement des Beatles en 1977.

Capitol publie The Beatles at the Hollywood Bowl sans le consentement du groupe et les ex-Beatles ne sont en effet guère enthousiastes : « Ce n'est rien qu'un enregistrement pirate », clame George Harrison.

« Ils ne se sont plus préoccupés de nous demander ce qui devrait sortir ou non. On n'a jamais aimé les bandes de ces deux concerts parce qu'on trouvait qu'on jouait beaucoup trop vite. On trouvait aussi qu'on jouait faux. […] Tous ces reconditionnements d'anciens albums des Beatles, ça sent un peu l'arnaque à mon goût. »

— Paul McCartney,
Les Beatles ne parviennent pas à empêcher la sortie de l'album, et sont également occupés, à la même époque, à protester contre le Live! at the Star-Club in Hamburg, Germany; 1962 sorti peu avant sur un autre label.
Le public se montre particulièrement attiré par le disque qui atteint la première place des hit-parades au Royaume-Uni, et la deuxième aux États-Unis. Il s'agit du premier album no 1 britannique du groupe depuis 1970. Le disque s'écoule à plus d'un million d'exemplaires dans le monde. En France, un 45 tours avec les chansons Ticket to Ride et Dizzy Miss Lizzy est publié en juin.
En 1984, sans aucune promotion, The Beatles at the Hollywood Bowl est réédité en Angleterre à prix réduit sur le label Music for Pleasure (en), associé à EMI, et disparaît du catalogue peu après. La même année, ce disque live est inclus dans le volume 26 de The History of Rock (en), de Orbis Publishing (en), la collection en 40 fascicules qui racontait l'histoire de ce genre musical et qui compilaient des chansons d'artistes rock des années 1950 aux années actuelles. La plupart des albums inclus étant doubles, celui-ci incluait aussi la compilation A Collection of Beatles Oldies originellement sortie en 1966.
Pendant plus de trente ans, ces enregistrements ne connaîtront aucune autre édition officielle, ni au format vinyle, ni par la suite au format CD, qui voit cependant la parution d'éditions pirates. Il faut attendre 1994 pour entendre des prestations en direct, dont plusieurs titres inédits, sur Live at the BBC, mais elles avaient eu lieu dans les studios professionnels de la BBC et non dans une salle de concert. Les deux années suivantes, des enregistrements officiels du groupe en concert sont placées sur les albums Anthology 1 et Anthology 2 dont Baby's in Black, tiré du concert de 1965, qui est sorti en single et extended play. Les cris de la foule et la présentation du groupe par les DJ de la station radio KRLA (en), Bob Eubanks (en),, et son collègue Dave Hull (en), entendus au début de l'album, ont été repris sur l'album Love, mixés en introduction d'une version écourtée de la chanson I Want to Hold Your Hand pour la trame sonore du spectacle du Cirque du Soleil présenté à Las Vegas.

#### The Beatles: Live at the Hollywood Bowl
Albums de The Beatles
1+
(2015) Sgt. Pepper’s Lonely Hearts Club Band Anniversary Editions
(2017)
Albums live des Beatles
On Air - Live at the BBC Volume 2
(2013) Get Back: The Rooftop Performance
(2022)
En septembre 2016 sort le film documentaire The Beatles: Eight Days a Week, réalisé par Ron Howard sur les tournées du groupe. Apple Records y voit l'occasion de rééditer ce disque, cette fois avec l'accord de tous. L'interprétation de la chanson Boys au Hollywood Bowl est incluse dans le documentaire, et publiée en clip promotionnel,.
La maison de disques présente l'album comme étant « une édition entièrement nouvelle ». En réalité, les pistes originales sont les mêmes et dans le même ordre que sur le disque de 1977, y compris l'assemblage des deux interprétations de Dizzy Miss Lizzy effectué à l'époque, et l'intro des DJ.
Cette nouvelle parution, avec son titre quelque peu différent, est donc une remastérisation, effectuée par Giles Martin (le fils du producteur du groupe) et Sam Okell. En revanche, quatre nouvelles chansons y sont ajoutées à la façon d'un rappel, après un court silence à la suite d'un fondu en fermeture ; You Can't Do That, I Want to Hold Your Hand, Everybody's Trying to Be My Baby et Baby's in Black. Cette dernière, bien qu'elle soit identifiée comme étant un enregistrement inédit, a déjà été publiée sur la face B du single Real Love le 4 mars 1996, l'introduction de John Lennon du 29 août 1965 greffée à la prestation du lendemain. Par contre, sur l'album, on entend l'intro du 30 août.
Techniquement, un transfert numérique a été effectué à partir des bandes originales trois pistes, retrouvées dans les archives de Capitol Studios qui étaient de meilleure qualité que celles utilisés pour l'édition précédente. Un logiciel a été spécialement créé afin de séparer les sons (de-mix), ce qui a ensuite permis de créer un nouveau mixage en améliorant la clarté, et en atténuant le niveau sonore du public. Une légère réverbération a été ajoutée aux voix.
L'album sort le 9 septembre 2016, sur CD et sur les plateformes numériques. Il atteint aussitôt la 3e place du palmarès britannique et la 7e place aux États-Unis. Une version 33 tours en vinyle 180 grammes est publiée le 2 décembre, avec les neuf premières chansons en face 1, et les autres, y compris les titres bonus, en face 2.

## Analyse artistique
The Beatles at the Hollywood Bowl, dans l'une ou l'autre de ses configurations, est un des rares témoignages des prestations des Beatles en concert. On y retrouve ainsi plusieurs des tubes du groupe les plus adaptés à la scène et à leur formation classique (basse, batterie et deux guitares électriques), comme Twist and Shout, Dizzy Miss Lizzy ou encore Long Tall Sally, avec laquelle McCartney aime conclure les spectacles. Quatre chansons enregistrées ont dû être exclues des disques (I Wanna Be Your Man, If I Fell, I Feel Fine et I'm Down) et seules les chansons Twist and Shout, Can't Buy Me Love et A Hard Day's Night ont été jouées lors des trois concerts. Comme les enregistrements proviennent de concerts séparés par douze mois très productifs dans la carrière du groupe, une des interventions entre les chansons démontre une incongruité : on les entend introduire les chansons Things We Said Today (tiré du disque A Hard Day's Night) et Help! (tiré du disque du même nom) comme étant de leur dernier album.

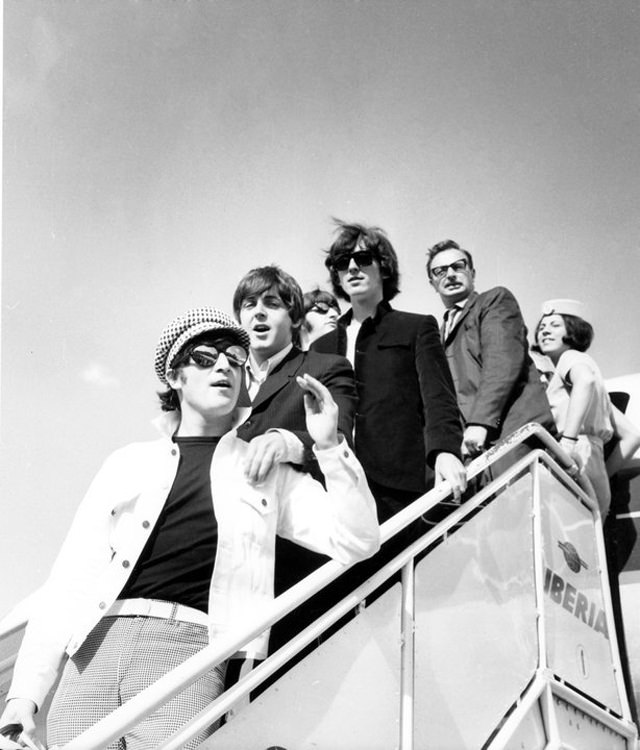
Les Beatles débarquant à Madrid, le 1er juillet 1965, quelques semaines avant leurs dernières prestations au Hollywood Bowl.

Il s'agit également d'un témoignage des compétences du groupe en concert en plein climat de Beatlemania. Le groupe jouant dans des conditions complexes au milieu des hurlements, avec de l'équipement de sonorisation peu évolué et totalement inadapté à la taille des arènes dans lesquelles ils se produisent. Les Beatles sont le premier groupe de rock à se produire dans de telles conditions, essuyant en quelque sorte les plâtres. Ce n'est qu'à partir des années 1970 que des groupes pourront se produire dans des stades ou de grandes arènes avec une sonorisation adéquate.

« Ils étaient très bons sur scène, particulièrement quand on considère qu'un de leurs problèmes était qu'ils ne pouvaient pas s'entendre jouer. Aujourd'hui dans les concerts, tous les musiciens ont des « retours » à leurs pieds et ils entendent tout ce qui se passe. Cela n'existait pas au temps des concerts des Beatles. John, Paul et George se tenaient debout derrière leurs micros face à une foule hurlante...tandis que Ringo était derrière eux avec sa batterie. Ringo m'a raconté une fois combien il était difficile pour lui de suivre : « Je ne pouvais rien faire d'intéressant. Je ne pouvais faire aucune figure, aucun roulement, aucune reprise. Je devais assurer le tempo tout du long pour que tout le monde reste ensemble. Je devais regarder leurs trois derrières gigoter pour savoir où ils en étaient dans les chansons. » »

— George Martin
Ringo Starr met ainsi en lumière une des raisons majeures qui poussera les Beatles à cesser définitivement de donner des concerts à l'issue de leur ultime tournée américaine, en août 1966.
C'est le label Capitol qui réalise la pochette du disque originel. Pour cela, les graphistes utilisent, pour le recto de l'album, deux billets de concerts, illustré chacun d'une image différente du groupe, correspondant aux deux premiers soirs de spectacle desquels les enregistrements sont utilisés devant un dessin de cette scène célèbre. Dans la partie centrale intérieure, une photo en noir et blanc du groupe sur la scène, sur laquelle sont imprimés en couleur, pèle-mêle, les deux versions du programme, deux fanions, sept macarons et un plateau de service, tous avec leur image de l'époque. On y voit aussi le PlayTape (en) tiré du disque Beatles VI illustré d'une image du groupe prise à l'époque « Pepper »,,. Plusieurs éditions de l'album possèdent des variations des étiquettes collées sur le disque ou de la pochette dans laquelle est inséré le microsillon. Au dos se trouve l'illustration d'un billet du 29 août 1965 déchiré avec les notes rédigées par George Martin, revenant sur l'histoire de l'album et sur la Beatlemania : « Quant à ceux que tout ce battage laissait perplexes, ce disque leur donnera peut-être quelques indices. C'est sans doute un reflet très approximatif de la réalité de cette époque, mais c'est tout ce qu'il reste désormais ».
Pour l'édition de 2016, on utilise le même design que pour le matériel publicitaire du film Eight Days a Week (sous titré The Touring Years). La photo de couverture a été prise par le gérant de tournée américain Bob Bonis à l'aéroport Tacoma de Seattle au moment de l'embarquement pour leur premier concert en sol canadien à Vancouver, le 22 août 1964. Le titre du documentaire et le nom de son réalisateur accompagnent le titre du disque et le logo du groupe. Deux billets, cette fois sans image, sont visibles dans la partie centrale. Un livret de 24 pages, comprenant un texte écrit par le journaliste David Fricke, la reproduction de deux articles du journal Los Angeles Times  en plus du texte de George Martin du disque originel sont inclus.
Bien que certaines critiques déplorent le fait que la séquence originelle des concerts n'a pas été respectée et que seules 17 des 21 chansons différentes présentées durant ces deux concerts ont été retenues, ce document sonore des Beatles en spectacle est un complément logique à la discographie du groupe.

## Fiche technique
La numérotation fait référence à la réédition de 2016.

### Liste des chansons
Toutes les chansons sont écrites et composées par John Lennon et Paul McCartney, sauf mention contraire.
| 1. | Twist and Shout (Version écourtée) | Phil Medley, Bert Russell   | 30 août 1965       | 1:32 |
| 2. | She's a Woman                      |                             | 30 août 1965       | 2:53 |
| 3. | Dizzy Miss Lizzy                   | Larry Williams              | 29 et 30 août 1965 | 3:37 |
| 4. | Ticket to Ride                     |                             | 29 août 1965       | 2:51 |
| 5. | Can't Buy Me Love                  |                             | 30 août 1965       | 2:16 |
| 6. | Things We Said Today               | John Lennon, Paul McCartney | 23 août 1964       | 2:20 |
| 7. | Roll Over Beethoven                | Chuck Berry                 | 23 août 1964       | 2:28 |

| 8.  | Boys               | Luther Dixon, Wes Farrell (en)                      | 23 août 1964 | 2:12 |
| 9.  | A Hard Day's Night |                                                     | 30 août 1965 | 3:15 |
| 10. | Help!              |                                                     | 29 août 1965 | 2:46 |
| 11. | All My Loving      |                                                     | 23 août 1964 | 2:14 |
| 12. | She Loves You      |                                                     | 23 août 1964 | 2:31 |
| 13. | Long Tall Sally    | Enotris Johnson, Richard Penniman, Robert Blackwell | 23 août 1964 | 2:53 |

| 14. | You Can't Do That                |              | 23 août 1964 | 2:34 |
| 15. | I Want to Hold Your Hand         |              | 23 août 1964 | 2:29 |
| 16. | Everybody's Trying to Be My Baby | Carl Perkins | 30 août 1965 | 2:21 |
| 17. | Baby's in Black                  |              | 30 août 1965 | 2:44 |

### Interprètes

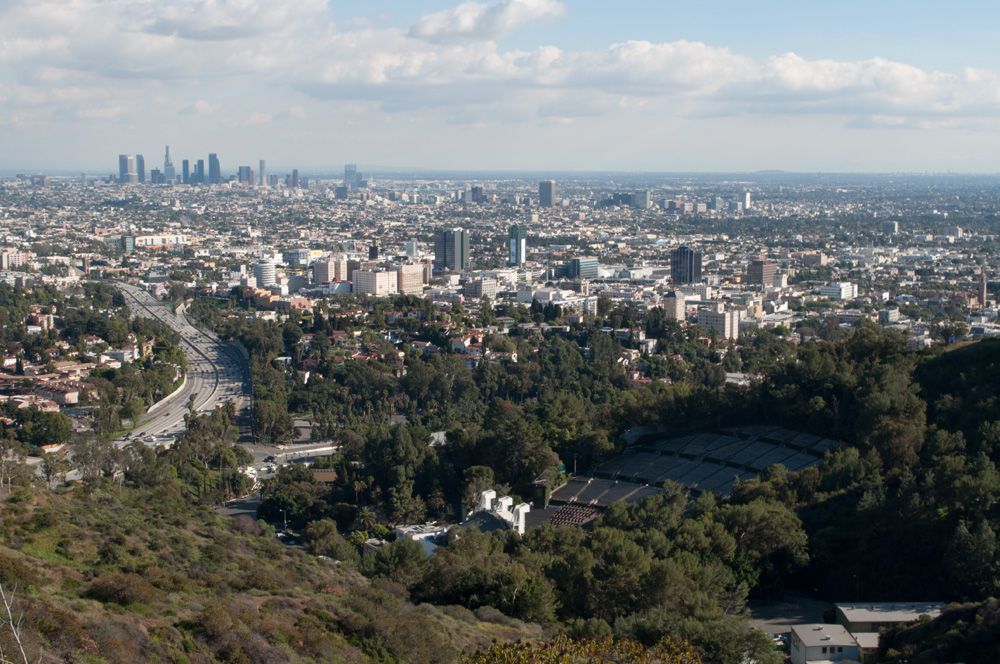
La scène mythique se situe en banlieue de Los Angeles.

- John Lennon – guitare rythmique, chant
- Paul McCartney – basse, chant
- George Harrison – guitare solo, chant
- Ringo Starr – batterie, chant

### Équipe de production
Disque original
- George Martin – producteur
- Voyle Gilmore – producteur
- Geoff Emerick – ingénieur du son
- Pete Abbott – prise de son
- Hugh Davies – prise de son

Réédition de 2016
- Giles Martin – producteur
- Sam Okell – ingénieur du son
- James Clarke - ingénieur du de-mix[41]

## Ventes
| Date | Pays    | Certification | Vente    |
| ---- | ------- | ------------- | -------- |
| 2016 | Mondial |               | 100.000+ |